# Григорьева, Нина Гурьевна
Ни́на Гу́рьевна Григо́рьева (род. 26 февраля 1954, Степанкино, Звениговский район, Марийская АССР, РСФСР, СССР) — маляр ССУ-16 треста КПД г. Йошкар-Олы Марийской АССР (1976―1992). Лауреат Государственной премии СССР (1983). Член КПСС с 1981 года.

## Биография
Родилась 26 февраля 1954 года в дер. Степанкино Звениговского района Марийской АССР в крестьянской семье.
В 1971 году окончила ПТУ № 5 в Волжске Марийской АССР. На стройках Йошкар-Олы штукатур треста «Марпромстрой», с 1976 года ― маляр ССУ-16 треста КПД, в 1992―2001 годах ― маляр ОАО «СМУ-15».
В 1981 году принята в ряды КПСС.
В 1983 году ей присуждена Государственная премия СССР. Награждена орденом «Знак Почёта» и медалями.

## Трудовые награды
- Государственная премия СССР (1983)[2][3] — за большой личный вклад в повышение эффективности строительных работ
- Орден «Знак Почёта» (1981)[2][3]
- Медаль «За трудовую доблесть»[3]